# Ріо Мавюба
Ріо́ Мавюба́ (фр. Rio Mavuba, нар. 8 березня 1984, море неподалік від Анголи) — французький футболіст ангольсько-конголезького походження, півзахисник клубу «Спарта».
Насамперед відомий виступами за клуби «Лілль» та «Вільярреал», а також національну збірну Франції.

## Клубна кар'єра
У дорослому футболі дебютував 2003 року виступами за команду клубу «Бордо», в якій провів чотири сезони, взявши участь у 127 матчах чемпіонату. Більшість часу, проведеного у складі «Бордо», був основним гравцем команди.
Своєю грою за цю команду привернув увагу представників тренерського штабу клубу «Вільярреал», до складу якого приєднався 2007 року. Відіграв за іспанський клуб один сезон своєї ігрової кар'єри.
До складу клубу «Лілль» приєднався 2008 року. Встиг відіграти за команду з Лілля більше 200 матчів в національному чемпіонаті.

## Виступи за збірну
2004 року дебютував в офіційних матчах у складі національної збірної Франції. Провів у формі головної команди країни 13 матчів.

## Титули і досягнення
- Володар Кубка французької ліги (1):

«Бордо»: 2006-07
- Чемпіон Франції (1):

«Лілль»: 2010-11
- Володар Кубка Франції (1):

«Лілль»: 2010-11